# Alfons Hoffmann

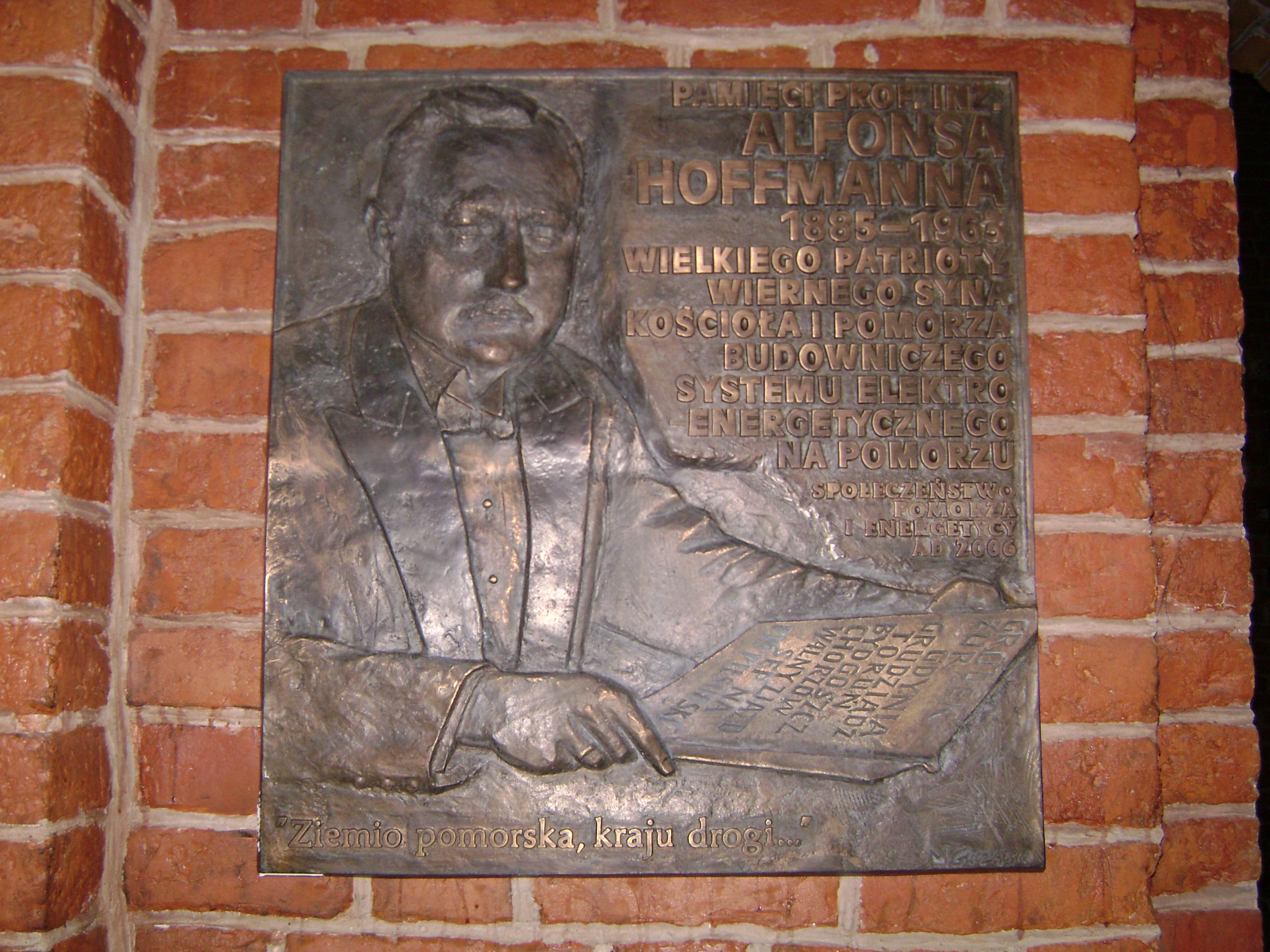
Tablica pamiątkowa poświęcona Alfonsowi Hoffmannowi w kościele farnym w Grudziądzu

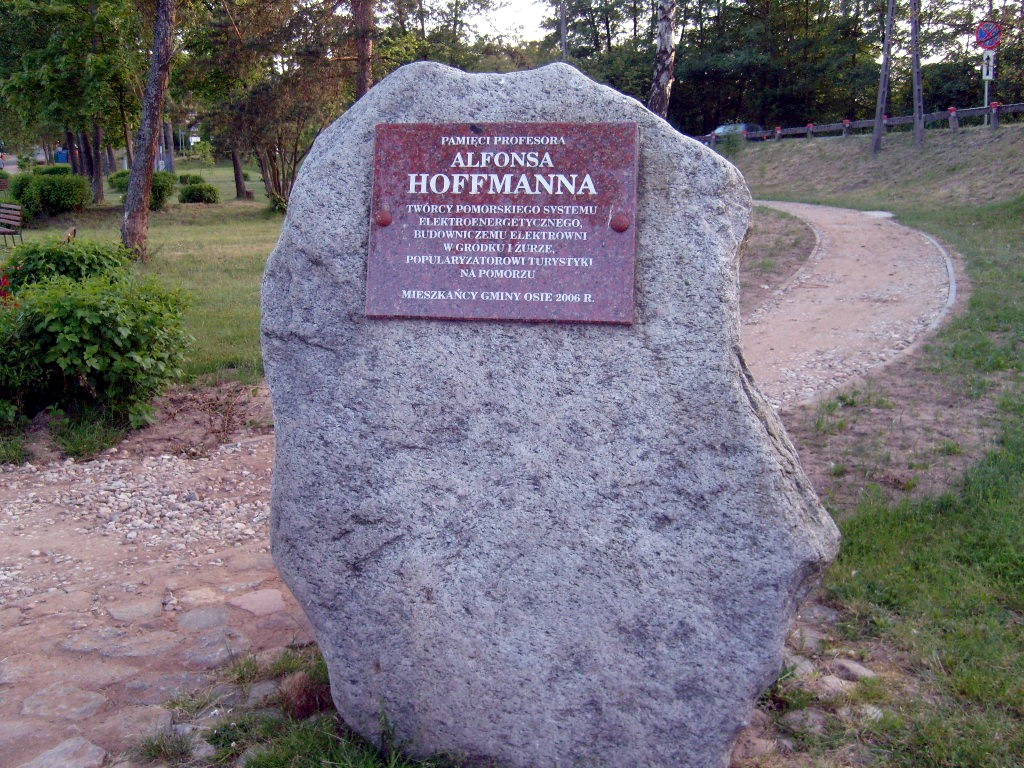
Tablica pamiątkowa w Tleniu

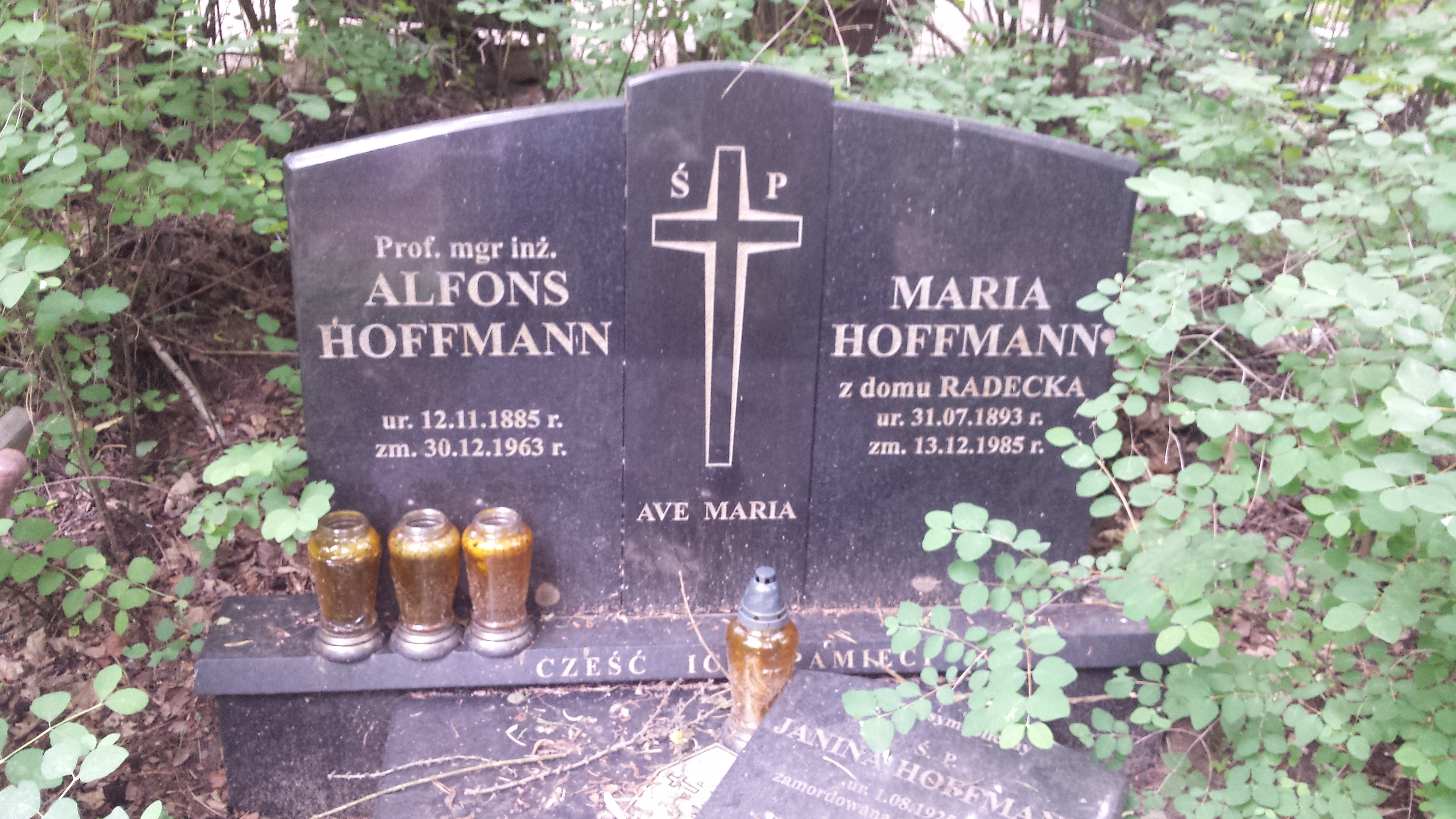
Grób Alfonsa Hoffmanna na Cmentarzu Srebrzysko w Gdańsku

Alfons Hoffmann (ur. 12 listopada 1885 w Grudziądzu, zm. 30 grudnia 1963 w Gdańsku) – polski inżynier-elektryk, absolwent Politechniki Gdańskiej, profesor nadzwyczajny Instytutu Budownictwa Wodnego PAN, działacz państwowy i społeczny.

## Życiorys
Urodził się w rodzinie Jana, tłumacza i sekretarza sądu, i Anny z domu Kruza. W 1905 ukończył pruskie gimnazjum humanistyczne i wstąpił na Wydział Maszynowy i Elektrotechniczny Politechniki Gdańskiej. Należał do Polskiej Korporacji Akademickiej ZAG Wisła. Jako student drugiego roku dyrygował chórem Lutnia w Gdańsku. Studia ukończył 11 listopada 1911, zostając pierwszym absolwentem polskiej narodowości swojego wydziału.
W latach 1911–1918 pracował w fabrykach i zakładach elektrotechnicznych: jako inżynier w laboratorium maszyn elektrycznych i w biurze konstrukcyjnym w przedsiębiorstwie Garbe Lahmeyer w Akwizgranie i SiemensSchuckert w Berlinie jako projektant w Głównym Biurze Konstrukcyjnym. Uchylając się przed służbą wojskową w latach 1914–1916, pracował w elektrowni Koronowo, gdzie opiekował się chórem kościelnym i urządzał koncerty dla flisaków nad Brdą.
W listopadzie 1918 powrócił do Gdańska. Aktywny społecznik - udzielał się w towarzystwach śpiewaczych w Gdańsku i na Kaszubach, działał w Polskim Towarzystwie Gimnastycznym SOKÓŁ i organizował akcję kolonijną dla dzieci robotników i rzemieślników w majątkach polskich ziemian na Pomorzu. W latach 1918–1920 działał na rzecz powrotu Pomorza do odrodzonej Polski, był m.in. członkiem komisji negocjującej granicę między Rzeczpospolitą a Wolnym Miastem Gdańskiem. W okresie międzywojennym był patronem Pomorskiego Związku Śpiewaczego i opiekunem Związku Harcerstwa Polskiego.
W 1920 roku został oddelegowany z Gdańska do powstającego w Toruniu urzędu wojewódzkiego jako specjalista ds. elektryfikacji Pomorza. Zbudował tam i uruchomił hydroelektrownię Gródek i towarzyszące jej zakłady, odgrywał kluczową rolę w elektryfikacji szeregu miast i obszarów, w tym strategicznej dla II RP rozbudowującej się Gdyni wraz z portem handlowym i wojennym.
W 1931, będąc entuzjastą sportu i turystyki, ale też mając nowatorskie podejście do motywowania pracowników, zainicjował powstanie przy PEK „Gródek” SA Klubu Kajakowego „Wda”.
W latach 1932–1933 zbudował w Gródku Fabrykę Grzejników Elektrycznych, która wytwarzała grzejniki, żelazka elektryczne, kuchenki domowe i duże kuchnie, instalowane na statkach handlowych i wojennych oraz w stołówkach zakładów pracy. 
Bazując na doświadczeniach budowy elektrowni Gródek, w krótkim czasie 16 miesięcy (przy 24-godzinnym trybie pracy, w godzinach nocnych pracowano przy świetle reflektorów) zbudował i w 1929 roku oddał do użytku kolejną elektrownię wodną w Żurze, która również przeznaczona była do zasilania Gdyni. Później brał udział w budowie gdyńskiej elektrowni. Elektrownia Żur była największą i najnowocześniejszą elektrownią wodną (8,8 MW) oddaną w 20-leciu międzywojennym.
Jednym z osiągnięć Hoffmanna była realizacja jego wizji stworzenia na Pomorzu spójnego systemu elektroenergetycznego, powstała w chwili rozpoczęcia budowy elektrowni w Gródku. W 1923 połączył się z pracującymi już elektrowniami w Grudziądzu i Toruniu, uzyskując tym samym pierwszy w kraju jednolity, wojewódzki system elektroenergetyczny. Za tę pionierską pracę otrzymał w 1925 roku Złoty Krzyż Zasługi.
W 1938 Hoffmann pozostawił Gródek, o kapitale zakładowym zwiększonym z początkowych 6 mln zł do 18 mln, i przeniósł się na Śląsk, obejmując prezesurę we właśnie przejętym od kapitału niemieckiego OEW AG, powołanym do działania pod polską nazwą Ślązelu. Już wcześniej kierował się zasadą korzystania w jak największym stopniu z polskiego kapitału, kontrahentów i dostawców, i tu podjął intensywne działania zmierzające do spolonizowania podległych mu zakładów na Śląsku.
Jego plany rozwoju Ślązela przerwała wojna. Ze Śląska przez Kraków i Lublin znalazł się we Lwowie, gdzie podjął pracę w zakładach elektrotechnicznych. W 1941, po inwazji Niemców, pojawiło się zagrożenie aresztowaniem przez Gestapo (był prezesem Polskiego Związku Zachodniego), z pomocą AK został przerzucony do Warszawy, gdzie podjął pracę jako kierownik kuźni w Fabryce Aparatów Elektrycznych swojego przyjaciela Kazimierza Szpotańskiego (który jako jeden z założycieli i prezes SEP prowadził działalność konspiracyjną, jednocześnie zarządzając swoim nowoczesnym i wielkim zakładem, w którym w 1939 zatrudniał 1500 pracowników).
Po 1945 wrócił na Pomorze. Kierował odbudową elektrowni na Raduni, w Bielkowie, Łapinie i na rzece Bóbr w Dychowie. Zakłady te były pozbawione przez Rosjan całkowicie wyposażenia i dokumentacji technicznej. Uznany za „wroga klasowego” został w 1949 zwolniony z pracy i odsunięty od decyzji o dalszym rozwoju energetyki.
W 1949 swego dawnego dyrektora zaprosił do pracy akademickiej na organizującej się Politechnice Gdańskiej Kazimierz Kopecki. Prowadził wykłady z elektrowni wodnych, sieci elektrycznych i grzejnictwa. Tam też jako pierwszy przedstawił koncepcję wybudowania w Żarnowcu dużej elektrowni szczytowo-pompowej (kilkanaście lat później zbudowano tam nowoczesną elektrownię o mocy 700 MW). Hoffmann jeździł z wykładami, należał do wielu krajowych i międzynarodowych organizacji gospodarczych, technicznych oraz naukowych.
Od 1955 pracował w Instytucie Budownictwa Wodnego PAN w Gdańsku. W 1957 na wniosek Rady Naukowej IBW Gdańsk przyznany został mu tytuł profesora nadzwyczajnego. W 1960 przeszedł na emeryturę. 
Współpracował z kościołem w Pelplinie. Elektryfikował świątynie, oświetlał ołtarze, instalował pierwsze instalacje grzewcze.
W 1961 opracował dla Polskiego Komitetu Światowej Konferencji Energetycznej dwa katastry teoretycznych i technicznych polskich zasobów wodnych. Opracował też założenia do ogrzewania elektrycznego Wielkiej Sali Rycerskiej Zamku Krzyżackiego w Malborku, które zostało zrealizowane już po jego śmierci.
Działacz Stowarzyszenia Elektryków Polskich, w latach 1937–1938 prezes tej organizacji. Nadał rozgłos tej organizacji, organizując walny zjazd SEP na statku m/s Piłsudski płynącym po Bałtyku.
Pochowany został na Cmentarzu Srebrzysko w Gdańsku (rejon IX, kwatera profesorów).

## Znaczenie gospodarcze działań Hoffmanna
Szczytowy okres działalności Alfonsa Hoffmanna przypadł na czas dwudziestolecia międzywojennego, a były to przede wszystkim jego dokonania jako budowniczego (rozpoczęta przez Niemców kilka dni przed wybuchem I wojny światowej inwestycja w chwili zakończenia wojny była na wczesnym etapie: położono fundamenty hali maszyn, wykopano kanał i rozpoczęto budować zaporę) i późniejszego dyrektora największej polskiej hydroelektrowni: Pomorskiej Elektrowni Krajowej Gródek S.A. o mocy w chwili rozruchu (1923) 2,4 MW, rozbudowanej następnie (1927) do 4 MW. Miał ogromny wkład w elektryfikację Pomorza. Jego staraniem elektrownia Gródek zasilała m.in.: Chełmno, Toruń, Laskowice i Świecie, dając potężny impuls do rozwoju regionu. Po uzyskaniu koncesji w 1927, zbudowano w rekordowo krótkim czasie 6 miesięcy i uruchomiono w 1928 najdłuższą (140 km) i o niespotykanym dotąd, najwyższym napięciu (60 kV) linią przesyłową w kraju, zaopatrującą w energię elektryczną dynamicznie rozwijającą się Gdynię wraz z portem handlowym i wojennym. Z Gdyni linia o napięciu 15 kV zasilała Władysławowo i Juratę. Zapora spiętrzająca wody na użytek gródeckiej elektrowni była pierwszą zaporą wodną oddaną w kraju po I wojnie.
Oprócz działalności na polu wytwarzania energii elektrycznej, pojmował kompleksowo zagadnienie jej wykorzystania. Rozwijał dla niej zbyt i poszukiwał praktycznych zastosowań zarówno przemysłowych, jak i służących powszechnie ludności. 
W uruchomionej jego staraniem przy elektrowni wodnej Fabryce Grzejników Elektrycznych w Gródku produkowano kuchenki domowe i żelazka, ale też kompletne kuchnie, piekarniki, imbryki, samowary, kotły do gotowania, szafy grzejne dla wielkich kuchen, piece laboratoryjne, łaźnie wodne i piaskowe, piece do topienia metali w temp. do 600 st. C, grzejniki do wanien galwanicznych, zbiorniki podgrzewane elektrycznie, nagrzewnice wentylatorowe itd. Budowane w Danii i Wielkiej Brytanii dla przedsiębiorstwa Gdynia–Ameryka Linie Żeglugowe transatlantyki „Batory” i „Sobieski” były wyposażone w urządzenia grzejne z Gródka, podobnie jak wcześniejszy całkowicie wyposażony w urządzenia grzejne z tej fabryki „Piłsudski”. Produkty z marką PEK Gródek znane były w Europie i USA. W 1939 wyroby PEK Gródek były eksponowane na światowej wystawie w Nowym Jorku.
Wyroby tego zakładu, za sprawą analitycznego, naukowego podejścia do spraw technicznych i stosowaniu najnowszych europejskich rozwiązań, należały do najmniej awaryjnych w Polsce, co znajdowało swoje odzwierciedlenie we wzroście popytu i zatrudnienia w zakładzie (w 1933 zatrudniał 43 osoby, a w 1937 327). Urządzenia gospodarstwa domowego oferowane były m.in. w salonie pokazowym Miejskich Zakładów Elektrycznych w Gdyni.
Był racjonalizatorem i wynalazcą. Dla linii 60 kV (mimo iż miała najwyższe, niespotykane w kraju napięcie, budowana była w gabarytach pozwalających na podniesienie w przyszłości napięcia do 110 kV) opracował i opatentował specjalny izolator wiszący Hf 35, którego produkcji podjęła się fabryka porcelany w Ćmielowie. Skutkowało to znaczącymi oszczędnościami, poprzez uniknięcie kosztownego importu. Izolatory te, osprzęt sieciowy i przewody były poddawane próbom mechanicznym i elektrycznym w zbudowanych przez niego i doskonale wyposażonych laboratoriach wysokich napięć i wytrzymałości materiałów w Gródku. Tam też opracowywane i testowane były inne jego innowacyjne rozwiązania. Jego inicjatywą było zaprojektowanie i zastosowanie systemu szybkiej lokalizacji zakłóceń oraz uszkodzeń w liniach 60 kV. W 1938  na linii Żur-Gródek zainstalowano pierwszy w kraju system samoczynnego powtórnego załączania linii. Jako  pierwszy w kraju w 1935  przeprowadzał prace remontowe na czynnej linii przesyłowej o napięciu 60 kV bez wyłączania napięcia. Opracował koncepcję budowy elektrowni szczytowo-pompowej Żydowo.

## Nagrody i odznaczenia
- Złoty Krzyż Zasługi (10 listopada 1925)[11]
- Członek Honorowu Pomorskiego Związku Śpiewaczego w Toruniu (1939)[10]
- Złota Odznaka Honorowa NOT[10]
- Złota Odznaka Honorowa SEP[10]
- Złota Odznaka Miasta Gdańska (1960)[10]
- Krzyż Oficerski Orderu Odrodzenia Polski (1961)[5]
- Złota Odznaka z Wieńcem Laurowym Zjednoczenia Polskich Zespołów Śpiewaczych i Instrumentalnych[10]
- Członek Honorowy Stowarzyszenia Elektryków Polskich (1961)[10]

## Upamiętnienie
W 1972 Elektrownia Żydowo otrzymała imię inż. A. Hoffmanna. W 2002 ustanowiono pamiątkowy medal im. prof. Alfonsa Hoffmanna, który jest przyznawany wybitnym energetykom przez Zarząd Główny Stowarzyszenia Elektryków Polskich Warszawa.